# Paraprocticus forchhammeri
Paraprocticus forchhammeri är en insektsart som först beskrevs av Johnsen 1974.  Paraprocticus forchhammeri ingår i släktet Paraprocticus och familjen gräshoppor. Inga underarter finns listade i Catalogue of Life.